# Alofi (città)
Alofi è la capitale di Niue, isola situata nell'oceano Pacifico.

## Geografia fisica

### Territorio
Il villaggio è localizzato nel centro della baia omonima, vicino alla scogliera di corallo che circonda Niue. La baia si allunga per circa il 30% della lunghezza dell'isola (circa sette chilometri) dal punto di Halagigie nel sud, al punto di Makapu nel nord. Amministrativamente il territorio è diviso in due villaggi: Alofi Nord (170 abitanti) ed Alofi Sud (427 abitanti), dove si trova il quartier generale del governo di Niue.

### Clima
Alofi presenta un clima di foresta pluviale tropicale secondo la classificazione climatica di Köppen, senza alcuna stagione secca percepibile.

## Storia
Nel gennaio 2004, Niue fu colpita dalla forza della tempesta tropicale del ciclone Heta che uccise due persone e fece enormi danni all'intera isola. Molte delle costruzioni di Alofi furono distrutte, incluso l'ospedale. Le costruzioni governative furono spostate in un luogo meno esposto dentro l'isola, dopo la tempesta.

## Società

### Infrastrutture
- Scuola superiore di Niue (Mata Ki Luga), al 2010 comprendeva 175 studenti;[2]
- Stadio della scuola superiore di Niue, con circa 1000 posti, utilizzato dalla nazionale di calcio di Niue.[3]

### Sanità

#### Ospedali
Il Lord Liverpool Hospital, l'unico ospedale dell'isola, si trova ad Alofi Sud.

### Trasporti
La città è servita dall'aeroporto internazionale di Niue e ci sono numerose strade, sia asfaltate che sterrate, che attraversano la città.